# Cold Play
Ne doit pas être confondu avec Coldplay.
Cold Play est un film américain réalisé par Geno Andrews et D. David Morin et sorti en 2008.

## Fiche technique
- Réalisation : Geno Andrews et D. David Morin
- Directeur de la photographie : Nick Rivera
- Montage : Geno Andrews
- Musique : Michael Patti
- Durée : 88 minutes

## Distribution
- Vanessa Branch : Indigo Thorpe
- D. David Morin : Winston Thorpe
- Geno Andrews : Angus Stewart
- Ignacio Serricchio : Rafael
- Jose Yenque : Santiago Valdez
- Carlo Rota : Nigel
- Nelson Lee : Detective Woo
- J.D. Jackson : Detective Sparks
- Michael Alan Brooks : Rupert Harrington